# Carinesta anglica
Carinesta anglica är en djurart som tillhör fylumet slemmaskar, och som beskrevs av Wijnhoff 1912. Carinesta anglica ingår i släktet Carinesta och familjen Tubulanidae. Inga underarter finns listade i Catalogue of Life.